# Andrzej Onyszkiewicz
Andrzej Juliusz Jacyna-Onyszkiewicz (ur. 16 kwietnia 1902 w Dolinie, zm. 19 sierpnia 1980 w Londynie) – polski dziennikarz i działacz katolicki.

## Życiorys
Urodził się 16 kwietnia 1902 w Dolinie. Uczestniczył w obronie Lwowa. Studiował na Politechnice Lwowskiej. Przed II wojną światową był działaczem katolickim we Lwowie i w Płocku. Był zastępcą członka Zarządu Głównego Polskiej Macierzy Szkolnej, działaczem płockiego koła Polskiej Macierzy Szkolnej, a także wydawanego przez Instytut Akcji Katolickiej w Płocku tygodnika „Hasło Katolickie”.
W Wojsku Polskim został awansowany na stopień podporucznika rezerwy piechoty ze starszeństwem z dniem 1 lipca 1925. W 1934 był oficerem rezerwowym 52 Pułku Piechoty. Brał udział w kampanii wrześniowej 1939. Wzięty do niewoli był przetrzymywany w Oflagu IV C Colditz.
Po II wojnie światowej pozostał na emigracji. Początkowo przebywał w Niemczech, gdzie uczestniczył w redagowaniu polskiej prasy oraz serwisu agencyjnego. Był także członkiem zarządu Syndykatu Dziennikarzy Polskich w okupacyjnej strefie brytyjskiej. Następnie znalazł się w Wielkiej Brytanii. Był współredaktorem londyńskich czasopism „Gazeta Niedzielna”, „Wiadomości PMK – Czyn Katolicki”. Został dyrektorem Instytutu Polskiej Akcji Katolickiej w Londynie.
Zmarł 19 sierpnia 1980 w Londynie. Był żonaty z Ireną Onyszkiewicz, z d. Grabowską (ur. 12 grudnia 1905, zm. 21 sierpnia 1980), razem z nią jest pochowany na Cmentarzu Gunnersbury.

## Odznaczenia
- Odznaka pamiątkowa „Orlęta”[1]
- Pro Ecclesia et Pontifice – Watykan[1]
- Krzyż Komandorski z Gwiazdą Orderu Świętego Grzegorza Wielkiego – Watykan (przyznany przez papieża Pawła VI, 14 maja 1977 udekorowany przez bp. Szczepana Wesołego)[1][4]